# Síakrobatika a 2010. évi téli olimpiai játékokon
A 2010. évi téli olimpiai játékokon a síakrobatika versenyszámait február 13. és 25. között rendezték. Összesen hat versenyszámban avattak olimpiai bajnokot. Síakrobatikában nem volt magyar résztvevő.

## Eseménynaptár
Az időpontok helyi idő szerint értendőek
| Nap     | Dátum       | Kezdés | Vége  | Versenyszám  | Forduló   |
| ------- | ----------- | ------ | ----- | ------------ | --------- |
| 2. nap  | február 13. | 16:30  | 17:30 | Női mogul    | Selejtező |
| 2. nap  | február 13. | 19:30  | 20:30 | Női mogul    | Döntő     |
| 3. nap  | február 14. | 14:30  | 15:30 | Férfi mogul  | Selejtező |
| 3. nap  | február 14. | 17:30  | 18:30 | Férfi mogul  | Döntő     |
| 9. nap  | február 20. | 10:00  | 11:30 | Női ugrás    | Selejtező |
| 10. nap | február 21. | 9:15   | 10:15 | Férfi krossz | Selejtező |
| 10. nap | február 21. | 12:15  | 13:30 | Férfi krossz | Döntő     |
| 11. nap | február 22. | 18:00  | 19:30 | Férfi ugrás  | Selejtező |
| 12. nap | február 23. | 10:30  | 11:30 | Női krossz   | Selejtező |
| 12. nap | február 23. | 13:00  | 14:15 | Női krossz   | Döntő     |
| 13. nap | február 24. | 19:30  | 20:30 | Női ugrás    | Döntő     |
| 14. nap | február 25. | 18:00  | 19:00 | Férfi ugrás  | Döntő     |

## Éremtáblázat
(A rendező ország csapata eltérő háttérszínnel, az egyes számoszlopok legmagasabb értéke, vagy értékei vastagítással kiemelve.)
| A 2010. évi téli olimpiai játékok éremtáblázata síakrobatikában | A 2010. évi téli olimpiai játékok éremtáblázata síakrobatikában | A 2010. évi téli olimpiai játékok éremtáblázata síakrobatikában | A 2010. évi téli olimpiai játékok éremtáblázata síakrobatikában | A 2010. évi téli olimpiai játékok éremtáblázata síakrobatikában | Olimpia  |
| --------------------------------------------------------------- | --------------------------------------------------------------- | --------------------------------------------------------------- | --------------------------------------------------------------- | --------------------------------------------------------------- | -------- |
|                                                                 | Ország                                                          | Arany                                                           | Ezüst                                                           | Bronz                                                           | Összesen |
| 1.                                                              | Kanada (CAN)                                                    | 2                                                               | 1                                                               | 0                                                               | 3        |
| 2.                                                              | Egyesült Államok (USA)                                          | 1                                                               | 1                                                               | 2                                                               | 4        |
| 3.                                                              | Ausztrália (AUS)                                                | 1                                                               | 1                                                               | 0                                                               | 2        |
| 4.                                                              | Fehéroroszország (BLR)                                          | 1                                                               | 0                                                               | 0                                                               | 1        |
| 4.                                                              | Svájc (SUI)                                                     | 1                                                               | 0                                                               | 0                                                               | 1        |
|                                                                 |                                                                 |                                                                 |                                                                 |                                                                 |          |
| 6.                                                              | Kína (CHN)                                                      | 0                                                               | 1                                                               | 2                                                               | 3        |
| 7.                                                              | Norvégia (NOR)                                                  | 0                                                               | 1                                                               | 1                                                               | 2        |
| 8.                                                              | Ausztria (AUT)                                                  | 0                                                               | 1                                                               | 0                                                               | 1        |
|                                                                 |                                                                 |                                                                 |                                                                 |                                                                 |          |
| 9.                                                              | Franciaország (FRA)                                             | 0                                                               | 0                                                               | 1                                                               | 1        |
|                                                                 |                                                                 |                                                                 |                                                                 |                                                                 |          |
| Összesen                                                        | Összesen                                                        | 6                                                               | 6                                                               | 6                                                               | 18       |

## Érmesek

### Férfi
| A 2010. évi téli olimpiai játékok érmesei férfi síakrobatikában |                                           |                              |                                         |                               |                                              |                                 |
| Versenyszám                                                     | Arany                                     | Arany                        | Ezüst                                   | Ezüst                         | Bronz                                        | Bronz                           |
| Mogul                                                           | Alexandre Bilodeau · Kanada (CAN)         | 26,75                        | Dale Begg-Smith · Ausztrália (AUS)      | 26,58                         | Bryon Wilson · Egyesült Államok (USA)        | 26,08                           |
| Ugrás                                                           | Aljakszej Hrisin · Fehéroroszország (BLR) | 248,41                       | Jeret Peterson · Egyesült Államok (USA) | 247,21                        | Liu Csung-csing (Liu Zhongqing) · Kína (CHN) | 242,53                          |
| Krossz                                                          | Michael Schmid · Svájc (SUI)              | Michael Schmid · Svájc (SUI) | Andreas Matt · Ausztria (AUT)           | Andreas Matt · Ausztria (AUT) | Audun Grønvold · Norvégia (NOR)              | Audun Grønvold · Norvégia (NOR) |

### Női
| A 2010. évi téli olimpiai játékok érmesei női síakrobatikában |                                         |                                |                                 |                                 |                                           |                                        |
| Versenyszám                                                   | Arany                                   | Arany                          | Ezüst                           | Ezüst                           | Bronz                                     | Bronz                                  |
| Mogul                                                         | Hannah Kearney · Egyesült Államok (USA) | 26,63                          | Jennifer Heil · Kanada (CAN)    | 25,69                           | Shannon Bahrke · Egyesült Államok (USA)   | 25,43                                  |
| Ugrás                                                         | Lydia Lassila · Ausztrália (AUS)        | 214,74                         | Li Ni-na (Li Nina) · Kína (CHN) | 207,23                          | Kuo Hszin-hszin (Guo Xinxin) · Kína (CHN) | 205,22                                 |
| Krossz                                                        | Ashleigh McIvor · Kanada (CAN)          | Ashleigh McIvor · Kanada (CAN) | Hedda Berntsen · Norvégia (NOR) | Hedda Berntsen · Norvégia (NOR) | Marion Josserand · Franciaország (FRA)    | Marion Josserand · Franciaország (FRA) |